# Kolonialna umetnost v Južni Ameriki
Kolonialna umetnost je umetnost, ki je nastala med 16. stoletjem in začetkom procesa osamosvajanja južnoameriških narodov, torej med obdobjem španske prevlade na celini. Za to umetnost je značilen velik vpliv tako španske kot evropske umetnosti, zato mnogi pravijo, da je bila v začetkih kolonialnega obdobja hispanoameriška umetnost le ena od vej španske umetnosti. 
Hispanoameriška kolonialna umetnost je bila torej odsev španske, zato odraža tudi vse njene umetnostne sloge: gotiko, mudéjar, renesanso, manierizem, barok in neoklasicizem, pa tudi druge evropske vplive, med njimi italijanskega, nemškega in flamskega, saj so umetniki iz vse Evrope odhajali v novo odkriti svet. Prav zaradi močnega španskega vpliva so si različne pokrajine špansko govoreče Južne Amerike, kljub temu da jih ločuje na tisoče kilometrov, med seboj arhitekturno tako podobne.
Po nekaj desetletjih se je umetnost začela z vključevanjem lastnih elementov osvobajati španskih vplivov. Z razvojem se je začelo spreminjanje in prilagajanje evropskih modelov lastnemu izrazu, s čimer je umetnost pridobivala na raznolikosti. Vsaka pokrajina je v kolonialno umetnost začela vnašati svoje posebnosti, a je kljub temu ostajala znotraj evropskih okvirjev.
Mnogi znotraj južnoameriške kolonialne umetnosti vidijo dva svetova: špansko-kreolskega, ki se je razvijal v urbanih središčih, in staroselskega v ruralnem okolju. Avtohtoni prebivalci so Špancem služili le kot delovna sila pri umetniških delih, ki so jih vodili mojstri iz Evrope ali njihovi vajenci. Veliki umetniki so se ukvarjali le pomembnimi naročili, medtem ko so bila ostala v rokah menihov, ki so pri njihovi izvedbi večinoma improvizirali, in manj izkušenih zidarjev. Poleg najpomembnejših naročil so veliki mojstri skrbeli tudi za izobraževanje novih obrtnikov, zato so ustanavljali delavnice, ki so se nato razvile v umetniško-obrtniške šole (prva je bila ustanovljena leta 1551 v Quitu) in umetniške akademije. V prvih desetletjih španske nadvlade so se avtohtoni prebivalci ukvarjali predvsem z obrtjo, še posebej s keramiko in tekstilstvom, kjer so lahko ohranjali svoje predkolumbovske tradicije, saj je kolonialna oblast nad njimi izvajala strog nadzor, da bi preprečila kakršnokoli odklonskost. Zatiranje je tako vodilo k osiromašenju avtohtonih kultur. Šele v 18. stoletju je staroselski umetniški izraz našel svojo pot znotraj »uradne« umetnosti: vanjo so začeli vključevati svoje elemente, kot so na primer podobe iz avtohtonega živalskega in rastlinskega sveta, s čimer je umetnost vse bolj odražala sinkretizem in mešanje različnih kultur, značilna za Južno Ameriko.
V kolonialnem obdobju so na umetnost gledali predvsem kot na sredstvo za utrjevanje novega družbenega reda, zato tudi odraža vrednote, ki so jih kolonizatorji želeli postaviti za stebre družbe v novo odkritem svetu. Ena izmed njenih glavnih nalog sta bila poučevanje in utrjevanje krščanskih naukov pri avtohtonih prebivalcih, zato je imela močno versko sporočilo. Zanjo so bili zadolženi predvsem meniški redi, kot so jezuiti, frančiškani, avguštinci in dominikanci. Menihi so prevzemali vlogo arhitektov, čeprav za tovrstno delo niso bili formalno izobraženi. Močan verski značaj umetnostnih del iz kolonialnega obdobja tako priča o vlogi in moči Cerkve tako v španski kot v novonastali družbi. Pokristjanjevanje je bilo namreč tudi eno izmed glavnih vodil španske krone, da bi dosegli zastavljen cilj pa so morali najprej poskrbeti za infrastrukturo, ki bi omogočala širjenje katoliške vere v Novem svetu. Močno se je razvila tudi notranja oprema, ki je krasila verske stavbe (katedrale, cerkve, samostani), kot so retabli, korni sedeži, prižnice, slike in kipci. Civilna in vojaška arhitektura (palače, utrdbe) ter posvetna slikarstvo in kiparstvo so bili drugotnega pomena.

## Urbanizem
Kolonizatorji so bili bolj kot ne obsedeni z gradnjo mest, saj so jim ta zagotavljala varnost v nepoznanem okolju, omogočala pa so tudi gospodarski razvoj. Gradnja mest je bila pogodu tudi španski kroni, saj je tako lažje nadzirala svoje kolonizatorje. Mesta so gradili na območju bivših mest avtohtonih prebivalcev (Cuzco) ali pa so jih ustanovili na novo (Lima). Temeljila so na renesančnih idealih in klasičnih rimskih spisih. Ulice novonastalih mest so se križale pod pravim kotom in tako ustvarjale t.i. cuadras (neke vrste skupine hiš). V središče mesta so postavili glavni trg (Plaza Mayor) v španskem slogu: bil je namreč pravokotne oblike in je združeval vse pomembnejše mestne funkcije. Gosposke hiše so bila prav tako zgrajene po španskem vzoru, saj so imele notranje dvorišče. Mesto je bilo obdano s poljedelskimi površinami, ki so hkrati delovale tudi kot njegove zunanje meje. Za njimi so bile naprodaj parcele, ki so se nato razvile v tipične hispanoameriške haciende. Avtohtoni prebivalci so živeli v naseljih ob novonastalih mestih.

## Arhitektura
Različni arhitekturni stili so v kolonialnem obdobju v Južni Ameriki sobivali in se med seboj celo mešali predvsem zaradi številnih rekonstrukcij po potresih. Gradbeni materiali so se med pokrajinami razlikovali, saj so pri gradnji uporabljali le materiale, ki so jim bili na voljo na posameznem področju.
16. in 17. stoletje
V Panami izstopajo obrambne utrdbe in carinske postaje (kot npr. Portobelo), saj je bila v tem času predvsem prehodno območje. 
Današnje ozemlje Kolumbije, Venezuele, Ekvadorja in Peruja je bilo bolj primerno za gradnjo mest, v katerih izstopajo predvsem verske stavbe, tako katedrale kot manjše cerkve različnih redov. Veliko jih je do danes ohranilo pročelje, ki spominja na retabel, t.i. fachada-retablo, še posebej v manierističnem in baročnem slogu. V nekaterih cerkvah so pomembni primerki artesonadov (okrasni leseni stropovi) v slogu mudéjar.
18. stoletje
Poleg verskih stavb so se iz 18. stoletja ohranili tudi pomembni primeri civilne arhitekture, kot sta na primer palača Torre-Tagle v Limi, najbolj razkošna rezidenca v Južni Ameriki iz tega obdobja, ki še kaže nekatere tipične andaluzijske arhitekturne značilnosti, kot so mucharabíes (arabski leseni balkoni), okrasni loki ob notranjem dvorišču in azulejos; pa tudi Palacio de la Moneda v Santiagu de Chile v neoklasicističnem slogu. 
V mestu Arequipa v Peruju pa najdemo značilne primere sloga mestizo, sloga, ki evropske modele obogati z avtohtonim okrasjem, kot so na primer podobe iz živalskega in rastlinskega sveta, pa tudi iz predkolumbovskih verovanj. Mešanje evropskih in avtohtonih elementov je značilno za andski barok, ki se poleg arhitekture odraža tudi v slikarstvu in kiparstvu.  
Jezuitske estancias v Argentini, posestva, ki so bila prava mesteca v malem, saj so imela poleg cerkva in samostanov tudi svoje delavnice in vrtove, so danes pod Unescovo zaščito. Pomembne pa so tudi danes sicer večinoma ruševine jezuitskih misijonov v Argentini, Paragvaju in Braziliji.

## Kiparstvo
Artesonadi iz kolonialnega obdobja se pojavljajo predvsem v dveh stilih: mudéjar, za katerega so značilni zvezdasti večkotniki, in v renesančnem stilu. Prvi prevladujejo na območju Ekvadorja, Kolumbija in Bolivije, renesančni pa v Peruju. Retabli so bili razširjeni po celotni Južni Ameriki, a se med seboj razlikujejo tako po slogu kot po kakovosti. Vsako mesto pa je imelo svojo posebnost: v Limi in Cuzcu najdemo izvrstne primere kornih sedežev, v Ekvadorju pa veliko primerov prižnic. Ta notranja oprema je iz verskih objektov naredila prave celostne umetnine. Po celotni Južni Ameriki pa je tudi ogromno primerkov verskih kipcev, prevladujejo predvsem kipci svetnikov in Jezusa Kristusa, ki so jih izdelovali iz lesa.

## Slikarstvo
Na južnoameriško kolonialno slikarstvo je močno vplivalo tako špansko slikarstvo, predvsem baročno, kot evropsko, med njimi predvsem italijansko, saj je veliko italijanskih slikarjev odšlo v Novi svet, in flamsko, pri katerem izstopajo grafike. Kot pri drugih vejah umetnosti so tudi v slikarstvu prevladovali verski motivi, kljub temu pa najdemo tudi primere posvetnega slikarstva, kot so na primer dve seriji mitoloških motivov v mestu Tunja v Kolumbiji in nekateri portreti. 
Pojavilo se je tudi več slikarskih šol, med katerimi najbolj izstopata escuela cuzqueña (iz Cuzca, Peru) z glavnim predstavnikom Diegom Quispejem Titom in escuela quiteña (iz Quita, Ekvador), odraz andskega baroka. 